# Une mère parfaite
Production
Diffusion

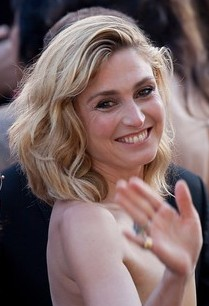
Julie Gayet.

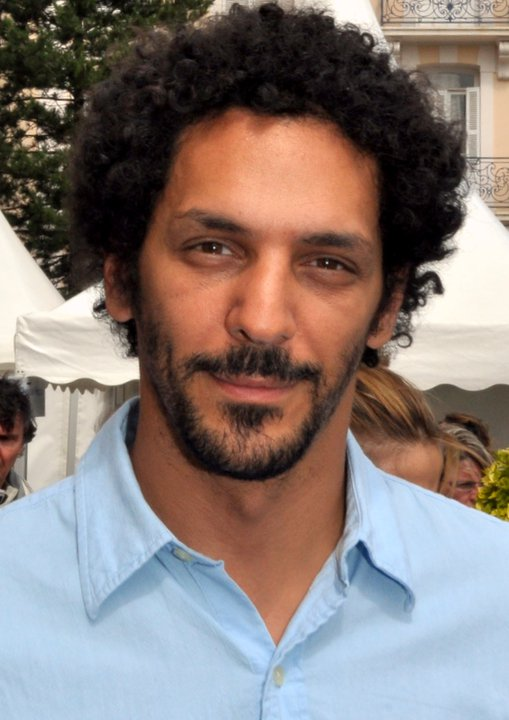
Tomer Sisley.

Une mère parfaite est une série télévisée franco-germano-belge réalisée par Fred Garson d'après un scénario de Carol Noble et Thomas Boullé et diffusée en Belgique sur La Une à partir du 31 août 2021 et en France sur TF1 à partir du 28 avril 2022.
La série, qui met en scène Julie Gayet et Tomer Sisley, est une adaptation du roman de l'Américaine  Nina Darnton « The Perfect Mother »,,,,,, version fictive de l'affaire Amanda Knox.
Elle est une coproduction entre Quad Drama, TF1, ZDF, Nadcon Film, AT-Production et la RTBF (télévision belge), en association avec Netflix,,.

## Synopsis
Hélène a quitté Paris il y a des années pour épouser le médecin allemand Matthias Berg et fonder une famille à Berlin. Sa fille Anya est revenue à Paris pour y faire des études universitaires, alors que son fils Lukas est encore au lycée dans la capitale allemande.
Mais Anya est interrogée par la police française et soupçonnée du meurtre de Damien Carnau, héritier d'une grande fortune et amateur de drogues dures.
Hélène revient dans l'urgence à Paris pour assister sa fille et la faire défendre par Vincent, un avocat qui fut son amour de jeunesse. Mais les choses sont loin d'être claires et Anya modifie plusieurs fois sa version des faits, amenant même sa mère à douter d'elle.

## Distribution
- Famille Berg
  - Julie Gayet : Hélène Berg
  - Andreas Pietschmann : Matthias Berg, mari d'Hélène
  - Eden Ducourant : Anya Berg, fille d'Hélène
  - Maxim Driesen : Lukas Berg, fils d'Hélène
  - Frédérique Tirmont : Élisabeth, mère d'Hélène
- Famille Carnau
  - Charles Créhange : Damien Carnau
  - Éléonore Costes : Audrey Carnau
  - Vinciane Millereau : Claire Carnau
- Autres personnages
  - Tomer Sisley : Vincent Duc
  - Cyril Gueï : capitaine Julien Mani
  - Hatik : Bash
  - Emilia Nöth : Mia, amie de Lukas

## Production

### Genèse et développement
Cette série est la première coproduction franco-allemande d'Iris Bucher de Quad Drama (Le Secret d'Élise, Le Bazar de la Charité) aux côtés de Peter Nadermann de Nadcon Film,.
Elle a été écrite par Carol Noble (Ballerina), une auteure primée aux BAFTA, avec la collaboration de Thomas Boullé (Pour Sarah),,,.
Iris Bucher, productrice déléguée de Quad Drama, déclare : « Une Mère Parfaite est la première coproduction franco-allemande de Quad Drama. Cela faisait pourtant un moment que je cherchais une histoire qui se prêterait à une coproduction aussi ambitieuse qu'organique entre mon pays d'origine, l'Allemagne, et mon pays d'adoption, la France. À la lecture du roman (américain !) de Nina Darnton, The Perfect Mother, j'ai su que je l'avais trouvée, cette histoire haletante, émouvante, pour laquelle les villes de Paris et Berlin que j'aime tant, sont le parfait écrin »,.
« Iris Bucher et moi avons longtemps cherché une histoire comme celle-ci et nous espérons que c'est le début d'un partenariat fructueux fait de nombreux projets intéressants entre nos deux pays » commente Peter Nadermann, producteur de Nadcon Film.
Sophie Leveaux de TF1 souligne que cette mini-série est le « parfait exemple d'une coproduction d'envergure autour de puissants acteurs du marché européen »,.

### Casting
Julie Gayet raconte comment elle a intégré le casting de la série : « J'ai rencontré Fred Garson, le réalisateur, qui m'a proposé le rôle. Le réalisateur ou la réalisatrice est un critère primordial pour savoir si je me lance dans une aventure, qu'elle soit ciné ou télé. Le regard d'un réal est très important et Fred met autant d'émotionnel que de thriller dans sa réalisation ».
L'actrice, qui est très impliquée dans la lutte pour l'égalité hommes-femmes, s'est sentie concernée dès la lecture du scénario : « Aujourd'hui, c'est malheureusement toujours plus compliqué pour les filles dans cette société. Elles doivent opposer liberté et sécurité. Elles ne vont pas forcément sortir aussi tard qu'elles le veulent ou voyager seule pour être en sécurité. C'est terrible qu'on en soit là. Ce qui arrive à cette mère parfaite, c'est un peu le cauchemar absolu, et cette façon de traiter cette angoisse de mère m'a également intéressée ».
Julie Gayet explique également sa rencontre avec la jeune actrice Eden Ducourant : « Quand Fred m'a proposé le rôle, j'ai demandé à faire les essais avec les actrices qui passaient le casting. J'ai donc passé mes essais avec les derniers choix. Quand Eden est arrivée, c'était dingue. C'était vraiment ma fille. C'est vraiment une actrice merveilleuse ».
Quant à Tomer Sisley, elle précise : « Quand Fred a eu l'idée de Tomer, je me suis dit que ça allait nous faciliter les choses, puisque ça rend d'autant plus crédible cette relation entre deux vieux amis qui ne se sont pas vus depuis 25 ans, car c'était plus ou moins ça ! ».
Par contre, elle avoue n'avoir pas lu le roman The Perfect Mother, version fictive de l'affaire Amanda Knox, qui a inspiré la série : « Je me souviens du livre, car ça a été un bestseller et ma mère l'a lu. Personnellement, je ne l'ai pas lu pour me préparer au rôle ».

### Tournage
Le tournage de la série se déroule du 16 au 18 septembre 2020 à Berlin et du 21 septembre au 30 novembre à Paris,.

### Fiche technique
- Titre français : Une mère parfaite
- Genre : Thriller policier
- Production : Iris Bucher, Peter Nadermann[8],[5],[10]
- Sociétés de production : Quad Drama (Iris Bucher), TF1, ZDF, Nadcon Film (Peter Nadermann), AT-Production, RTBF[5],[8],[11],[12]
- Réalisation : Fred Garson[5],[6],[9],[10]
- Scénario : Carol Noble et Thomas Boullé[8],[5],[6],[9],[10]
- Musique : Pascal Lafa
- Décors : Hervé Gallet
- Costumes : Anne-Sophie Gledhill[10]
- Photographie : Virginie Saintmartin[10]
- Son : Jérôme Aghion
- Montage : Mike Fromentin
- Pays de production :  France /  Allemagne /  Belgique[5]
- Langue originale : français
- Format : couleur
- Nombre de saisons : 1
- Nombre d'épisodes[1],[5],[6] : 4
- Durée : 52 minutes[2],[5],[6]
- Dates de première diffusion :
  - Belgique : 31 août 2021[1]
  - France : 28 avril 2022[13]

## Audiences et diffusion

### En Belgique
En Belgique, la série est diffusée les mardis vers 20 h 30 sur La Une par salve de deux épisodes du 31 août au 7 septembre 2021,.
| Épisode        | Diffusion              | Diffusion         | Audience moyenne          | Audience moyenne                       | Réf.   |
| Épisode        | Jour                   | Horaire           | Nombre de téléspectateurs | Part de marché (sur les 4 ans et plus) | Réf.   |
| -------------- | ---------------------- | ----------------- | ------------------------- | -------------------------------------- | ------ |
| 1              | Mardi 31 août 2021     | 20 h 30 - 21 h 30 | 204 105                   |                                        | [ 14 ] |
| 2              | Mardi 31 août 2021     | 21 h 30 - 22 h 30 | 204 105                   |                                        | [ 14 ] |
| 3              | Mardi 7 septembre 2021 | 20 h 30 - 21 h 30 | 166 041                   |                                        | [ 14 ] |
| 4              | Mardi 7 septembre 2021 | 21 h 30 - 22 h 30 | 166 041                   |                                        | [ 14 ] |
|                |                        |                   |                           |                                        |        |
| Moyenne finale | Moyenne finale         | Moyenne finale    | 185 073                   |                                        |        |

- Les plus hauts chiffres d'audience
- Les plus bas chiffres d'audience

### En France
En France, le lancement de la série, prévu initialement sur TF1 le 6 septembre 2021,,, est reporté à cause du changement de programmation opéré pour rendre hommage à l'acteur Jean-Paul Belmondo.
Le lancement est reporté sine die, et non simplement décalé d'une semaine, afin de ne pas interférer avec le lancement de la mini-série Une affaire française prévu le lundi 20 septembre.
La diffusion sur TF1 est finalement programmée le 28 avril 2022.
| Épisode        | Diffusion           | Diffusion         | Audience moyenne          | Audience moyenne                       | Classement des audiences | Réf.   |
| Épisode        | Jour                | Horaire           | Nombre de téléspectateurs | Part de marché (sur les 4 ans et plus) | Classement des audiences | Réf.   |
| -------------- | ------------------- | ----------------- | ------------------------- | -------------------------------------- | ------------------------ | ------ |
| 1              | Jeudi 28 avril 2022 | 21 h 05 - 22 h 00 | 4 140 000                 | 19,4 %                                 | 1er                      | [ 16 ] |
| 2              | Jeudi 28 avril 2022 | 22 h 00 - 22 h 55 | 3 640 000                 | 21,4 %                                 | 1er                      | [ 16 ] |
| 3              | Jeudi 5 mai 2022    | 21 h 05 - 22 h 00 | 3 465 000                 | 16,1 %                                 | 1er                      | [ 17 ] |
| 4              | Jeudi 5 mai 2022    | 22 h 00 - 22 h 55 | 3 179 000                 | 17,2 %                                 | 1er                      | [ 17 ] |
|                |                     |                   |                           |                                        |                          |        |
| Moyenne finale | Moyenne finale      | Moyenne finale    | 3 606 250                 | 18,5 %                                 | -                        | [ 18 ] |

- Les plus hauts chiffres d'audience
- Les plus bas chiffres d'audience